# Sophie Panonacle
Pour les articles homonymes, voir Panonacle.
Sophie Panonacle, née le 16 décembre 1968 à Bordeaux, est une femme politique française. Elle est élue députée de la huitième circonscription de la Gironde en 2017.

## Biographie

### Vie professionnelle et familiale
Sophie Panonacle est la fille de Guy Dupiol, lui-même fils d'une immigrée espagnole et d'un militant communiste. Guy Dupiol, officier de l'armée de l'air à la retraite, est maire de Saint-Symphorien (Gironde) de 1995 à 2020. Après deux années (1988-1989) à la faculté de droit de Bordeaux, elle passe de 1990 à 1993, en alternance pour payer ses études, un BTS de secrétariat de direction et l'équivalent aujourd’hui d’une licence professionnelle de management commercial, au sein de l'École supérieure de commerce de Bordeaux.
Après ses études, elle intègre en 1997 l'agence de communication Seppa, dédiée au secteur public et gérée par Christian Panonacle. Ce dernier, né le 12 avril 1952, ancien assistant parlementaire du député-maire PS de Mérignac, Michel Sainte-Marie, qui a été aussi son professeur de physique-chimie au lycée, a créé l'agence en 1981 et l'a revendue en 2007 à Xavier Pineau.
Sophie Dupiol épouse son patron en 1999. En 2000, rejoignant le département événementiel de l'agence, elle travaille au lancement du premier « Salon de l'Environnement » de Bordeaux. En 2001, à la suite de la naissance de leur fils Hugo, le couple s'installe à Arcachon. Avec son mari, elle dirige d'abord un établissement hôtelier et de restauration (« L'Escale du Bassin » à Arcachon). Leur fils Hugo est admis à Sciences-Po Paris.
Son mari, Christian Panonacle, se présente aux élections municipales 2020 à Arcachon avec l'étiquette LREM. Arrivé en quatrième position au premier tour, il obtient un siège au conseil municipal dans l'opposition.

### Engagements politiques
Sophie Panonacle fait partie des nombreux députés de LREM novices en politique et issue de la société civile, mais pourtant pas étrangère à l'univers politique en raison de l'engagement familial de son père, maire PS de Saint-Symphorien (Gironde), conseiller général de la Gironde (de 1998-2004) et vice-président de la communauté de communes du Sud-Gironde.
En décembre 2016, soit quelques mois avant son élection en juin 2017, elle rejoint le mouvement En marche, son mari, Christian Panonacle, étant le responsable des comités EM du bassin d'Arcachon. À la suite du discours d'Emmanuel Macron du 19 janvier 2017 appelant à ce que des femmes soient candidates à l'investiture aux élections législatives, ceci afin d'assurer une « parité réelle » à l'Assemblée nationale, elle décide de se présenter à la place de son mari, d'abord pressenti pour cette circonscription, bénéficiant aussi du fait qu'Arnaud Leroy, alors député des Français de l’étranger, élu sous l’étiquette socialiste mais porte-parole d’Emmanuel Macron, et résident à Andernos-les-Bains, ait finalement décidé de ne pas se présenter sur le bassin d’Arcachon. Le 11 mai 2017, Richard Ferrand, secrétaire général d'En Marche, chargé de la sélection des investitures de son parti, annonce que Sophie Panonacle sera candidate sur la circonscription du bassin d'Arcachon, insistant sur la parité parfaite hommes-femmes des candidats.

### Parcours politique
Elle est élue députée en juin 2017, recueillant 59,75 % des voix au second tour face au député sortant Yves Foulon (LR).
Dès juillet 2017, une polémique se fait jour sur le rôle de  son mari, Christian Panonacle, qui pour contourner la loi sur la moralisation de la vie publique, à la suite de l'affaire Pénélope Fillon, interdisant désormais les emplois familiaux par les parlementaires, serait recasé par la députée en tant que son « directeur de cabinet » mais bénévole,. Cette situation, originale à l'Assemblée nationale, d'un bénévole dirigeant l'assistante parlementaire de la députée, est légale selon les déclarations de l’intéressé.
En juillet 2019, à l'occasion de la remise en jeu des postes au sein de la majorité, elle se porte candidate à la questure de l'Assemblée.
En septembre 2020, dans le cadre du projet de loi d'accélération et de simplification de l'action publique (loi ASAP), elle dépose deux amendements repris en un seul par le gouvernement, visant à accélérer les délais des projets d'éoliennes en mer, consistant notamment à confier au Conseil d'État la compétence de « connaître en premier et dernier ressorts les litiges relatifs à l'éolien en mer ».[pertinence contestée]
Le 7 juillet 2024, elle est réélue députée avec 56,41% des voix.

## Décorations
- Commandeur de l'ordre du Mérite maritime, de droit en tant que présidente du bureau du conseil national de la mer et du littoral[16],[17].